# Paduniella angusta
Paduniella angusta är en nattsländeart som beskrevs av Banks 1939. Paduniella angusta ingår i släktet Paduniella och familjen tunnelnattsländor. Inga underarter finns listade i Catalogue of Life.